# 德国空军第73战术联队
德国空军第73“施坦因霍夫”战术联队（德語：Taktisches Luftwaffengeschwader 73 „Steinhoff“，缩写为），在2013年9月30日前被称为“第73‘施坦因霍夫’战斗机联队”（Jagdgeschwader 73 „Steinhoff“），是德国空军的一个荣誉航空联队（以約翰內斯·施坦因霍夫命名）及3个配备台风战斗机的飞行作战部队之一。它在2004年成为德国联邦国防军首个接收台风战斗机的部队，并负责对驾驶这一机型的德国及奥地利飞行员进行培训工作。该联队的驻地设于罗斯托克南部的拉格空军基地。

## 历史
第73战斗机联队于1959年12月1日成立于奥尔登堡空军基地，并配备了CL-13B军刀战斗机。1961年，该部队被转移至莱茵兰-普法尔茨州的普费德斯费尔德空军基地，至1964年10月1日，第73战斗机联队被重編和更名为第42战斗轰炸机联队，并转而配备G.91戰鬥機。1967年它再被重命名为第42轻型作战联队，并在1975年引入F-4F幽灵战斗机后改称第35战斗轰炸机联队。
现驻地设于拉格的第73战斗机联队则是在两德统一后，由来自普费德斯费尔德的第35战斗轰炸机联队与原国家人民军设于普雷森的第3“弗拉基米尔·科马洛夫”战斗机联队合并而成。较为特别的是，该联队下属的第1中队是唯一接收了原国家人民军MiG-29支点战斗机的单位，最初它们是由东德空军第3联队驻扎在巴特利本韦达的普雷森机场，其后于1991年单独设立为MiG-29测试联队，而在1993年5月31日转变为第73战斗机联队后，又于1994年10月1日全数迁往拉格。
德国的24架MiG-29支点战斗机是北约在进行东扩前，唯一来自前华沙条约组织的机种，并且是北约成员国在进行实战演习中最受欢迎的“假想敌”。为此目的，它们曾多次被转移至美国，尤其是至拉斯维加斯附近的内利斯空军基地。在第73联队通过引入台风战斗机作战后，共有22架MiG-29将交付至波兰空军使用。而其余的另外2架中，一架于1996年坠毁，另一架则被转移至柏林-加托夫的德国空军博物馆。
第2中队在2002年4月退役前都使用从第35战斗轰炸机联队接管的F-4F幽灵战斗机，他们是在1997年从普费德斯费尔德转场至拉格。在拉格，第73战斗机联队于1997年9月18日再次正式投入服务，并被授予了“施坦因霍夫”的荣誉名称。这是根据前德国空军总参谋长——約翰內斯·施坦因霍夫上将而得名。
第73战斗机联队的最后9架MiG-29于2004年8月4日降落在比得哥什，它们在那里将首先根据波兰空军的需求换装新设备，并作部分翻修。这些飞机的新基地是位于马尔堡的波兰空军第41战术中队。自2004年4月30日起，第73战斗机联队开始接收首批6架台风战斗机（双座）。该联队的主要任务是对德国空军的所有台风战斗机飞行员进行培训。此外，在与奥地利共和国签订的合作协议框架内，奥地利的台风战斗机飞行员也可在拉格接受培训。
为了支持台风战斗机在2009年2月4日至16日举行的印度航空展上进行销售，该联队的3架台风战斗机在空中客车A310 MRTT型空中加油机和70名士兵的护送下，飞抵班加罗尔附近的叶拉汉卡空军基地。期间它们在沙特阿拉伯的哈立德国王国际机场作经停。
作为德国联邦国防军体制改革的一部分，第73“施坦因霍夫”战斗机联队于2013年10月1日被更名为第73“施坦因霍夫”战术联队。

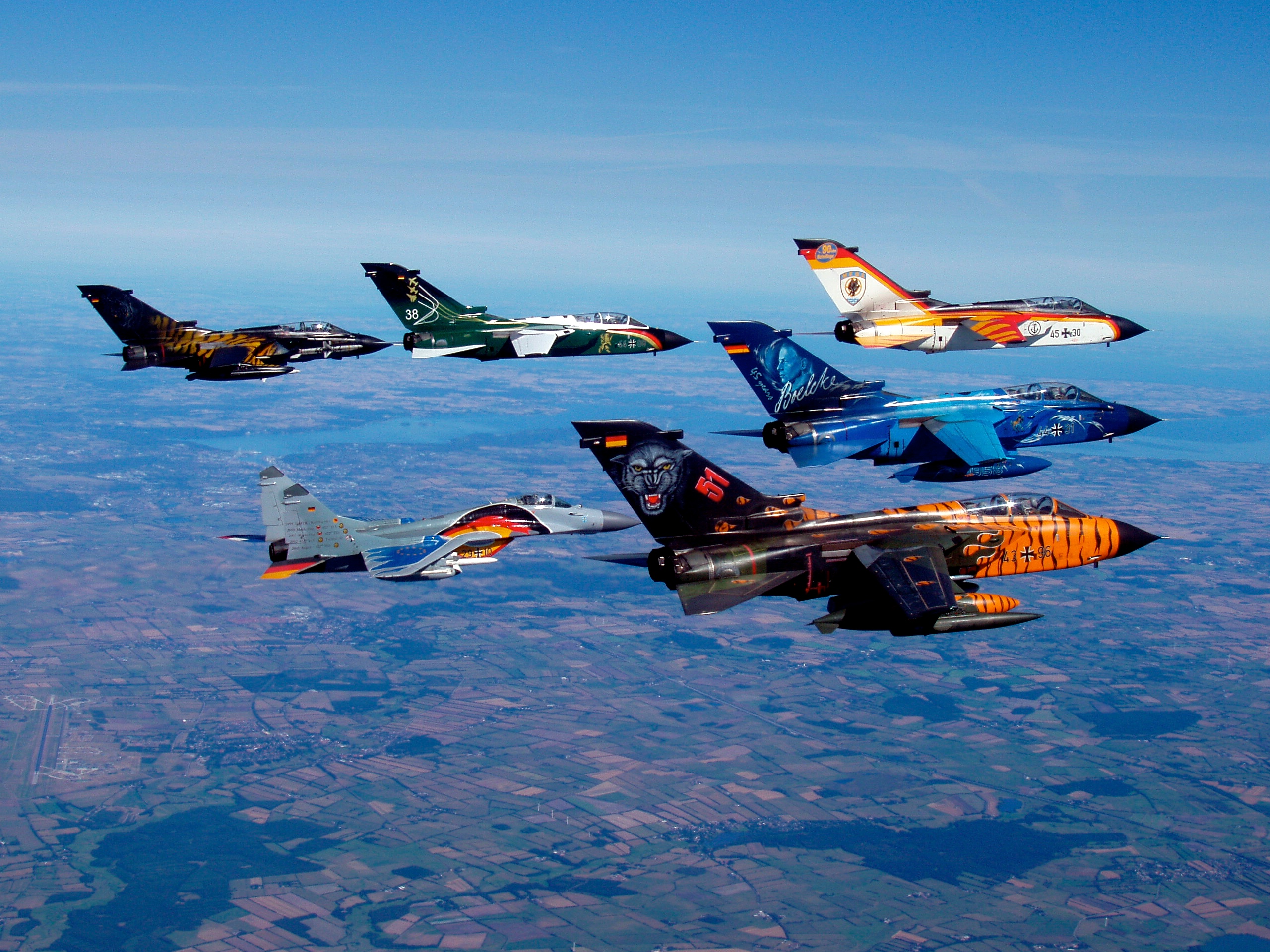
5架龍捲風戰鬥轟炸機及1架MiG-29支点战斗机编队于2003年
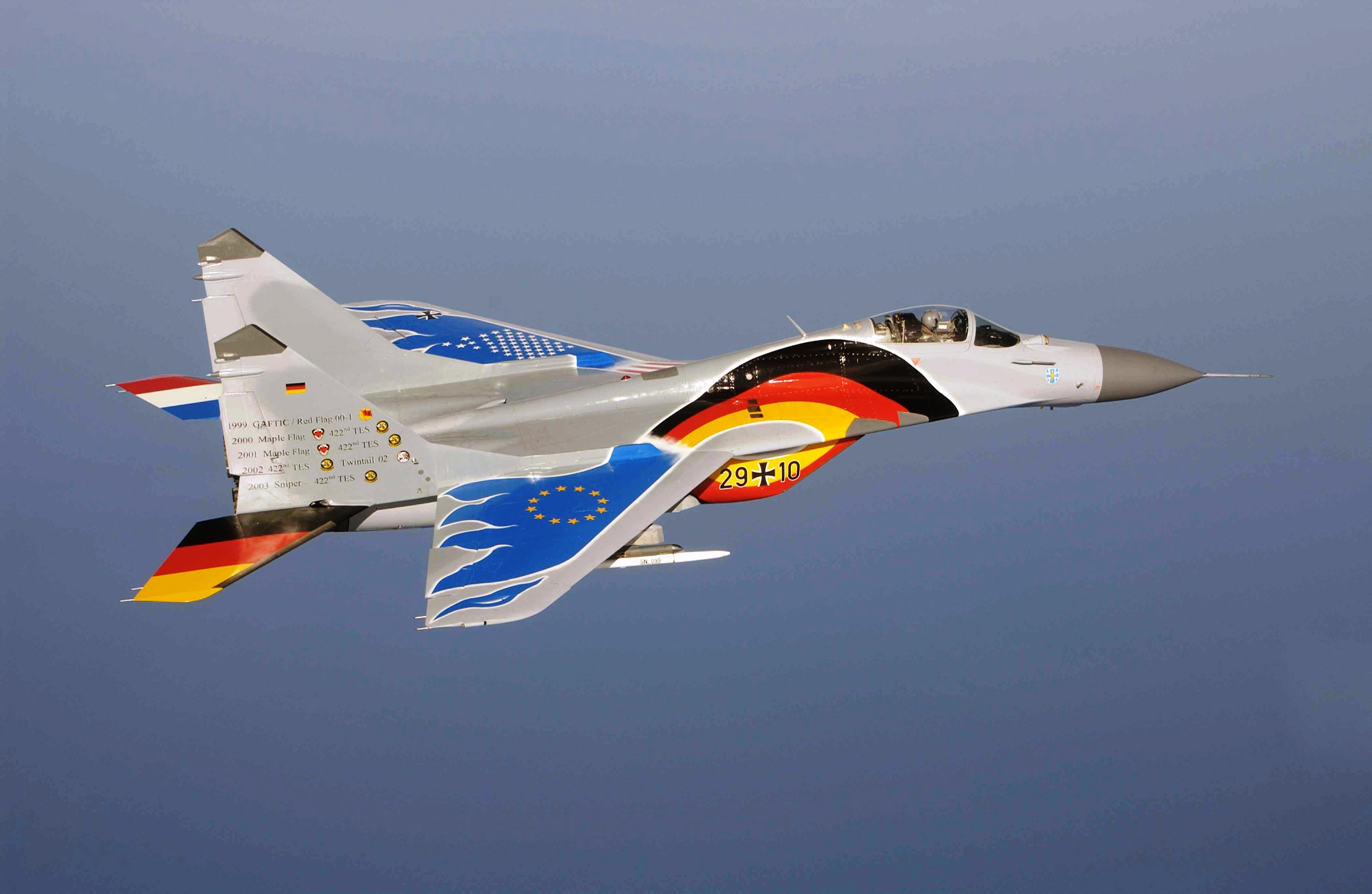
特殊涂装的MiG-29
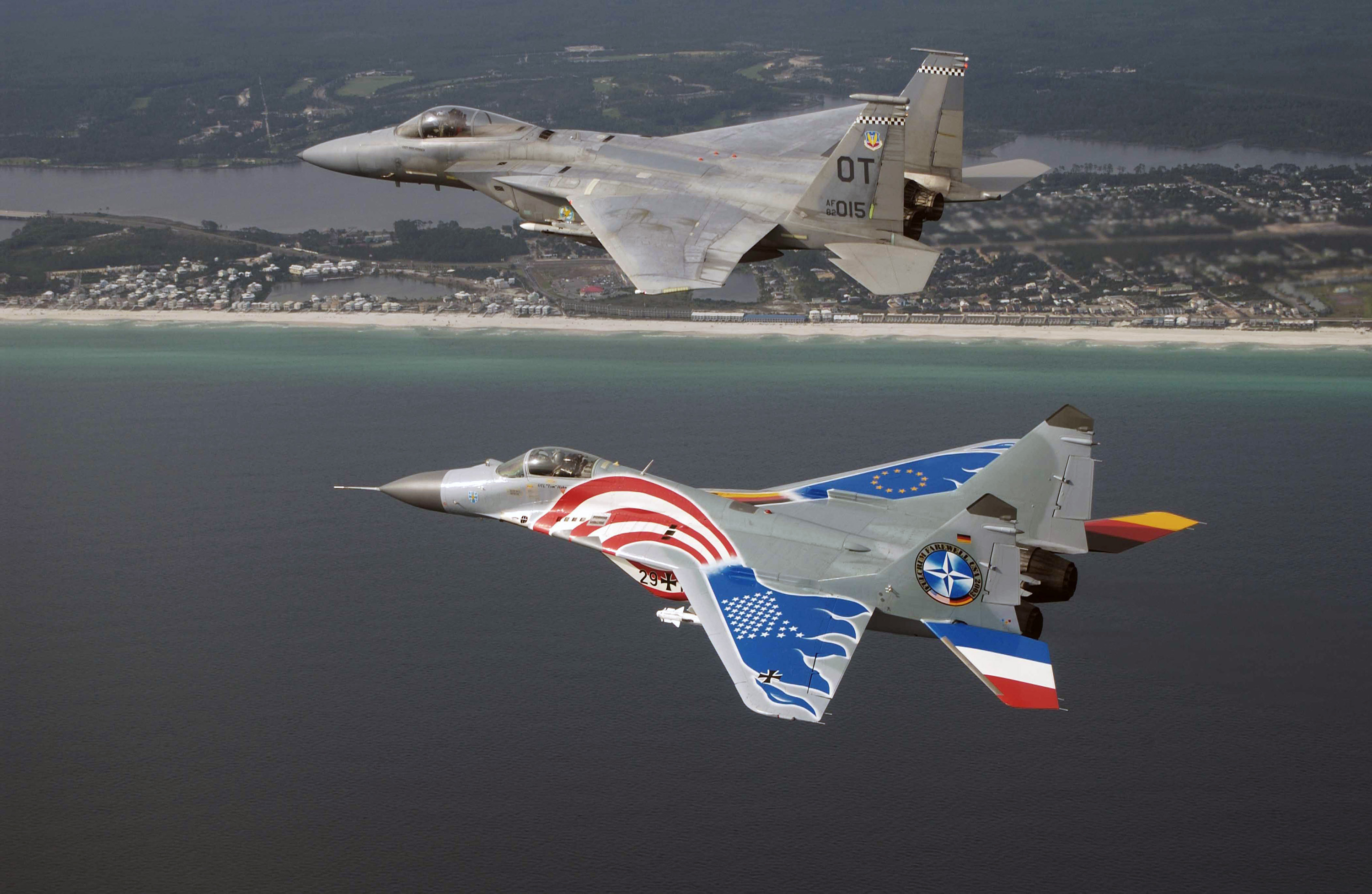
1架MiG-29与1架美国空军F-15C
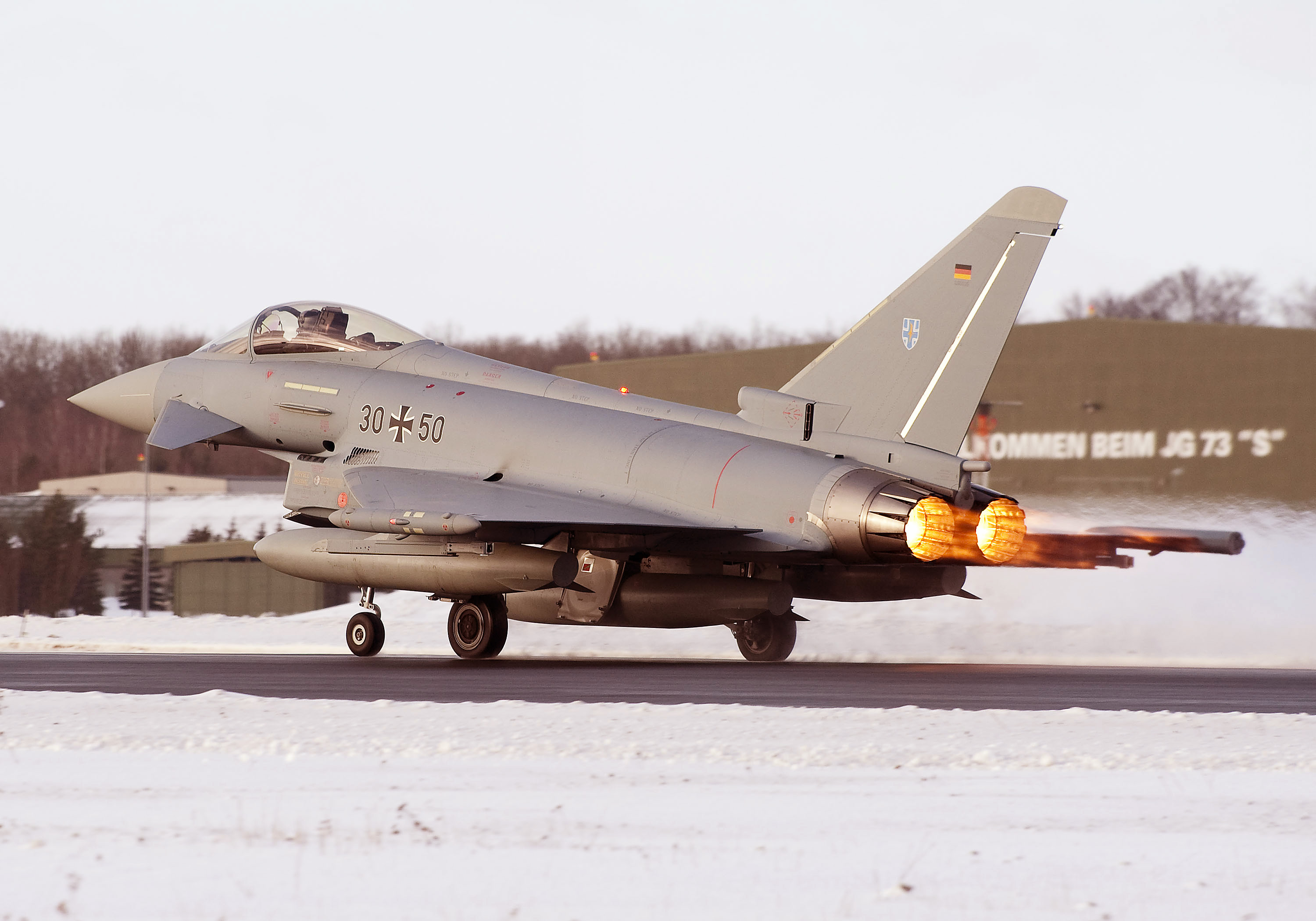
即将起飞的台风战斗机
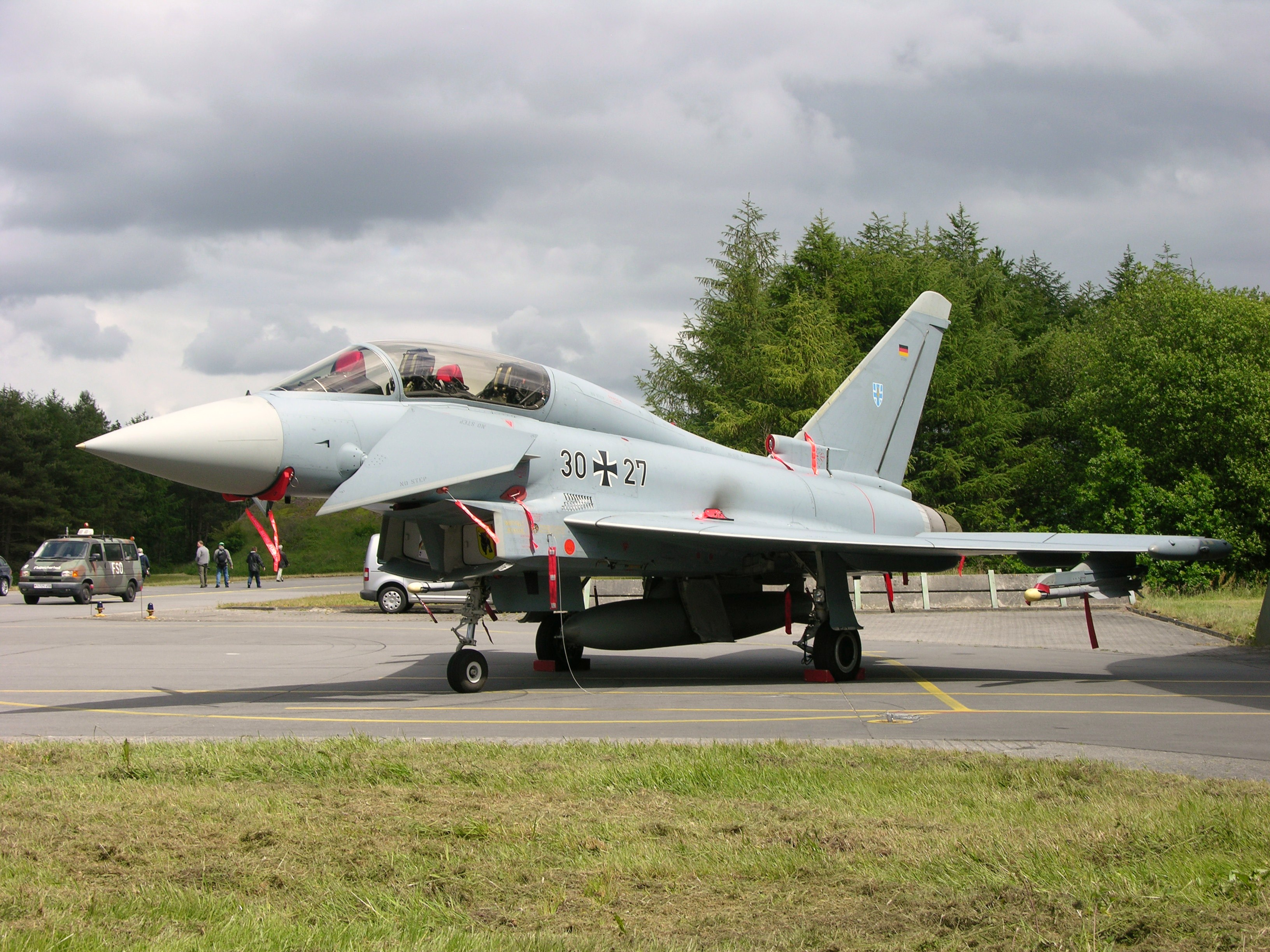
双座台风战斗机停靠于拉格